# Брейе, Эмиль
Эмиль Брейе (фр. Émile Bréhier; 12 апреля 1876 года, Бар-ле-Дюк — 3 февраля 1952 года, Париж) — французский философ и историк философии, плотиновед, переводчик. Брат Луи Брейе, историка искусства.

## Биография
Окончил филологический факультет Сорбонны (1900), где учился у В. Брошара и Л. Леви-Брюля. Он также посещал семинары Анри Бергсона в Коллеж де Франс. Преподавал в лицеях.
В 1908 году защитил диссертацию о Филоне Александрийском, получил степень доктора словесности.
Преподавал во французских университетах Ренна (1909—1912), Бордо (1912—1914, 1919) и Парижа (1919—1946); в 1925 году — в Каирском университете, в 1936 году — в университете Рио-де-Жанейро.
Участник Первой мировой войны, после тяжёлого ранения потерял левую руку.
Возглавлял издание журнала «Revue philosophique».
Член Академии моральных и политических наук (1941, занял место А. Бергсона), членкор Британской академии (1951).
Среди испытавших его влияние П. О. Кристеллер.
Сущность философии для Брейе — в рациональном объяснении природы реальности.
Как отмечает энциклопедия «Кругосвет», особая заслуга его как историка философии — исследование античной философии, главным образом стоицизма и неоплатонизма, и немецкой философии.
Брейе утверждал, что христианство не оказало никакого влияния на историю философии.
Автор фундаментального труда «История философии» (Histoire de la philosophie, 1926—1932, в 7 томах), от досократиков до наших дней, с дополнением, посвященным индийской философии.
Автор работ по древнегреческой и средневековой философии.
Переводчик «Эннеад» Плотина.